# Lucas González Amorosino

a Compétitions nationales et continentales officielles uniquement.

b Matchs officiels uniquement.
Dernière mise à jour le 14 avril 2023.
Lucas Pedro González Amorosino, né le 2 novembre 1985 à Buenos Aires (Argentine), est un joueur de rugby à XV international argentin évoluant au poste d'ailier ou d'arrière au sein de l'effectif de l'équipe des American Raptors au sein du Súper Rugby Américas.

## Biographie
Lucas González Amorosino rejoint en 2009 les Leicester Tigers. Il joue avec  le club anglais en championnat d'Angleterre, en Coupe d'Angleterre et en Coupe d'Europe. Lors de la saison 2009-2010, il est titulaire lors des deux premiers matchs de Coupe d'Europe, il inscrit même un essai contre les Ospreys et un autre contre Viadana.
Lucas González Amorosino honore sa première cape internationale en équipe d'Argentine le 15 décembre 2007 contre l'équipe du Chili. Il fait partie de l'équipe d'Argentine de rugby à sept qui atteint la finale de l'étape de Dubaï des IRB Sevens World Series, il est même retenu avec l'équipe d'Argentine de rugby à XV qui rencontre l'équipe d'Angleterre de rugby à XV le 6 juin 2009 à Manchester. 

## Palmarès
- Champion d'Angleterre 2010 avec les Leicester Tigers
- Finaliste du championnat de France 2011 avec le Montpellier HR

## Statistiques en équipe nationale
Au 31 octobre 2015, Lucas González Amorosino compte 49 sélections avec l'équipe d'Argentine, dont 26 en tant que titulaire, depuis son premier match disputé le 15 décembre 2007 à  San Juan contre l'équipe du Chili. Il inscrit 35 points, sept essais.
Il participe à deux éditions de la coupe du monde : en 2011, il dispute quatre rencontres, face à la Roumanie, l'Écosse, la Géorgie et la Nouvelle-Zélande. En 2015, il joue cinq matchs, contre la Nouvelle-Zélande, la Géorgie, la Namibie, l'Australie et  l'Afrique du Sud.